# Комбл
Комбл (фр. Combles) насеље је и општина у североисточној Француској у региону Пикардија, у департману Сома која припада префектури Перон.
По подацима из 2011. године у општини је живело 766 становника, а густина насељености је износила 77,61 становника/km². Општина се простире на површини од 9,87 km². Налази се на средњој надморској висини од 30 метара (максималној 153 m, а минималној 83 m).

## Демографија
| 1962. | 1968. | 1975. | 1982. | 1990. | 1999. | 2011. |
| ----- | ----- | ----- | ----- | ----- | ----- | ----- |
| 675   | 691   | 661   | 648   | 617   | 676   | 766   |

График промене броја становника у току последњих година